# Clemens Ottawa
Clemens Ottawa (* 1981) ist ein österreichischer Historiker, Autor, Lehrer und Cartoonist.

## Leben
Clemens Ottawa, der der Enkel des österreichischen Schriftstellers Theodor Ottawa ist, studierte Germanistik, Geschichte und Allgemeine und Vergleichende Literaturwissenschaften an der Universität Wien. Er veröffentlichte in Literaturzeitschriften und Anthologien und verfasste bis dato neben einem Erzählband mehrere populärwissenschaftliche Werke zu kulturgeschichtlichen Themen. 2011 gewann er den Publikumspreis des Wiener Werkstattpreises. Zudem betätigt sich Ottawa als Cartoonist und Musiker. Bis 2009 war er Mitglied des Musikduos "Wir=Übermensch". Seine Cartoons erscheinen in diversen Satireblättern, wie Nebelspalter oder Eulenspiegel und auf der Internetseite WIENzig. Seine Facebookseite CartoonMadness hat rund 10.000 Follower. Er ist darüber hinaus Autor von Schulbüchern und Lehrwerken. 

## Veröffentlichungen in Zeitschriften und Anthologien (Auswahl)
- 2005: Keine Delikatessen (Ausgabe#3, Papier Fleisch, Metall)
- 2007: & Radieschen (Ausgabe#4, Bitte und Danke)
- 2009: DUM – Das Ultimative Magazin (Ausgabe#52, Wut.Wahnsinn.Wille)

## Bücher (Auswahl)
- Das Gedächtnis der Stadt: Die Gedenktafeln Wiens in Biografien und Geschichten. Amalthea-Verlag, Wien 2009, ISBN 978-3-85002-688-8.
- Die Verfilmungen von James Joyces Ulysses. VDM Verlag Dr. Müller, Saarbrücken 2010, ISBN 978-3-639-22829-8.
- Die großen Skandalfilme der Kinogeschichte: 55 Filmporträts – große Aufreger – von den Anfängen bis zur Gegenwart. Projekte-Verlag Cornelius, Halle/Saale 2011, ISBN 978-3-86237-677-3.
- Sie dürfen sich nun entfernen. Eine kulinarische Reise durch den Irrsinn. 21 Erzählungen, Arovell-Verlag, Wien 2012, ISBN 978-3-902808-22-6.
- Die steinernen Zeugen der Erinnerung: Denkmale und Mahnmale in Wien. Kremayr & Scheriau, Wien 2013, ISBN 978-3-218-00865-5.
- Österreichs vergessene Literaten: Eine Spurensuche. Kremayr & Scheriau, Wien 2013, ISBN 978-3-218-00882-2.
- Die tragischen Stars der Film- und Fernsehwelt: Morde, Selbstmorde, Diebstähle, Unfälle, Krankheiten, kuriose und tragische Tode. Eine Annäherung in über 400 Biografien. Projekte-Verlag Cornelius, Halle/Saale 2014, ISBN 978-3-95486-468-3.
- Blumen, Bienen und beißende Hunde (Erzählung). Arovell-Verlag 2016, ISBN 978-3902808929.
- Der exzentrische Mann: Eine Novelle in a-Moll. Bibliothek der Provinz 2019, ISBN 978-3990286920.
- Skandal! Die provokantesten Bücher der Literaturgeschichte. Zu Klampen 2019, ISBN 9783866745971.
- Literatur – Hintergründe zu Geschichte, Gesellschaft und Kultur (gemeinsam mit A. Bauer). HPT 2021, ISBN 978-3-230-04795-3.
- Das große Lexikon der Progressive Rock-Bands & Künstler: Ein Streifzug durch die progressiv-experimentelle Phase des Avantgarde Rock. Eigenverlag 2021, ISBN  978-3200070028.
- Die Unvollendeten. Berühmte Werke, die keinen Abschluss fanden. Bücher, Bauten, Symphonien. Zu Klampen, Springe 2023. ISBN 978-3-86674-997-9.